# I ragazzi che si amano
I ragazzi che si amano (Les enfants qui s'aiment) è un componimento poetico di Jacques Prévert, contenuto nella raccolta Spectacle pubblicata nel 1951.
L'opera esalta l'aspetto totalizzante dell'amore tra ragazzi che si baciano in piedi contro le porte della notte. I passanti li additano perché provano invidia e li deridono, ma i ragazzi che si amano non se ne accorgono perché sono abbagliati dalla luce accecante del loro primo amore.
Il testo è costruito quasi come un calligramma, cioè una poesia realizzata anche mediante una particolare disposizione tipografica dei versi e priva di punteggiatura.